# دانشگاه کامپالا
دانشگاه کامپالا (KU) یک دانشگاه خصوصی دارای مجوز در اوگاندا است.
این دانشگاه در سال ۱۹۹۹ تأسیس شد و مجوز خود را از شورای ملی آموزش عالی اوگاندا در سال ۲۰۰۰ دریافت کرد